# Înot cu labele

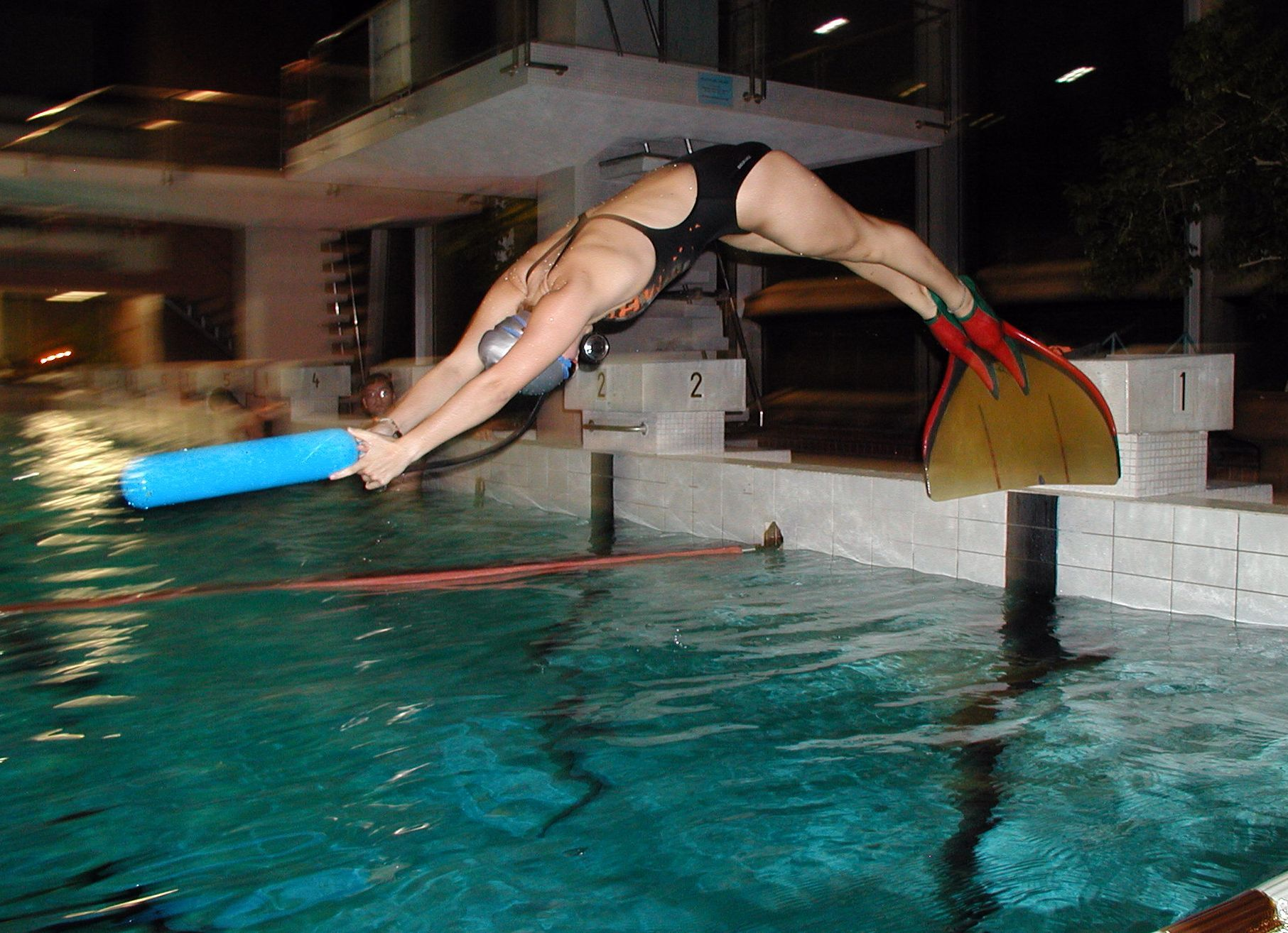
Înot cu labele în proba de imersie

Înotul cu labele (engleză - finswimming) sau înot subacvatic este un sport de competiție relativ nou din cadrul sporturilor nautice.

Înotul cu labele este recunoscut de către CMAS (Confédération Mondiale des Activités Subaquatiques) și face parte din activitățile subacvatice ale organizației.

## Scurt istoric
Competiții de înot cu labele au fost organizate încă din anii 1920 în Franța, 1930 în Italia și 1940 în Anglia în care erau folosite labele de înot clasice, pentru fiecare picior.

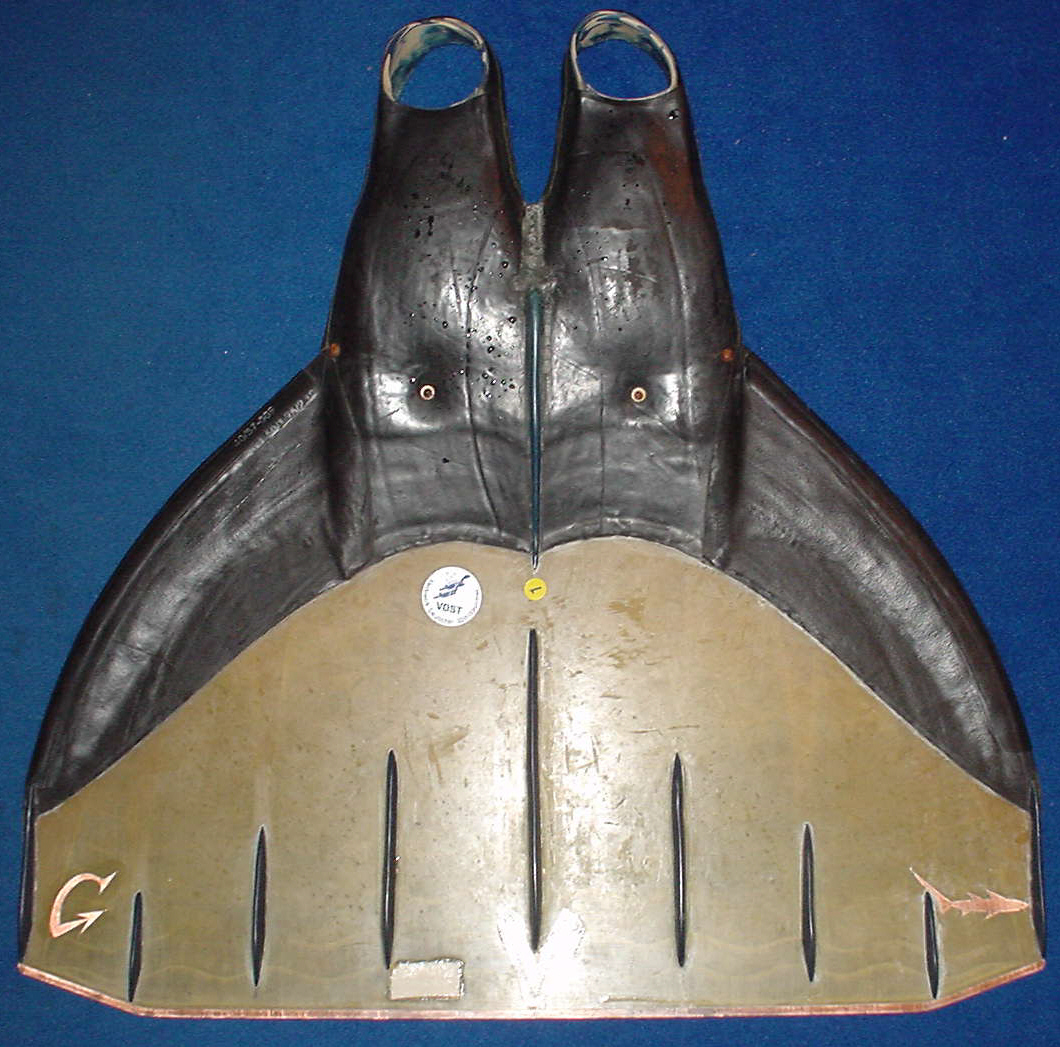
Monolabe

Înotul cu labele a început să câștige în popularitate la sfârșitul anilor '60 o dată cu inventarea în anul 1967 în fosta U.R.S.S. a labelor cu o singură lamă, pentru ambele picioare, denumite și monolabe sau hyperfin. 
Primul campionat european de înot cu labele organizat sub egida CMAS a fost la Angera, Italia în anul 1968, iar primul campionat mondial la Hanovra, Germania în 1976.

În anul 1989 s-a organizat primul campionat al Asiei, în anul 1993 primele jocuri panamericane, precum și mai multe ediții de campionate în țările arabe.
Recent CMAS a luat decizia de a reuni toate campionatele activităților pe care le guvernează într-o singură competiție, Jocurile Mondiale Subacvatice. Prima ediție a fost la Bari, Italia în anul 2007.

De asemenea, multe țări organizează campionate naționale care sunt și cu participare internațională.
Înotul cu labele este un sport din ce în ce mai popular fiind practicat în mai mult de o sută de țări, însă are o popularitate mai mare în Rusia, China, Franța, Grecia, Germania, Italia, Commonwelth (Marea Britanie, Australia, Noua Zeelandă, Canada), acestea fiind de altfel și țările cu cei mai mulți campioni.

## Echipament

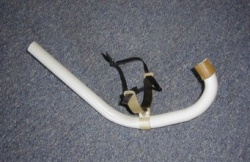
Tubul de respirat

Echipamentul folosit de către sportivi constă din monolabe, vizor sau mască și un tub de respirat.

### Monolabe
Monolabele au fost concepute de către antrenorul rus Boris Porotov în 1968. Erau fabricate din cauciuc și au fost introduse pentru prima oară într-o competiție la campionatele europene de înot cu labele din anul 1972 de către sportivii din Ucraina. Spre deosebire de celelelate labe de înot, monolabele au o suprafață mai mare, se folosesc numai în stilul de înot delfin ceeace conferă o forță de înaintare mult sporită, viteza atinsă cu acestea fiind de 12...13 km/h.
În anul 1999 un alt antrenor rus Evgeniy Andronov, realizează un model revoluționar de monolabe fabricate din fibră de sticlă sau fibră de carbon, denumite hyperfin. Acest nou model prezintă proprietăți superioare fiind mai performante. Marea majoritate a monolabelor folosite în prezent sunt de tip hyperfin. 
Dimensiunile monolabelor sunt stabilite de către regulamentele CMAS: 760 x 760 x 150 mm, iar grosimea standard a lamei este de 1,5...2 mm.
Există în prezent numeroase firme producătoare de monolabe, cele mai importante aflându-se în Ucraina, Rusia, Estonia, China, Ungaria, Franța, Italia, Cehia și S.U.A.

## Probe de concurs
Competițiile se desfășoară atât în piscine olimpice de înot, dar și în apă deschisă (mare, râuri sau lacuri).
Principalele tipuri competiționale de înot cu labele sunt:
- la suprafață -  se înoată la suprafața apei respirând prin tubul de respirat
- în apnee - se înoată sub apă fără tub de respirat
- în imersie - se înoată numai sub apă, concurenții respiră dintr-un aparat autonom de respirat sub apă de construcție specială, format dintr-o butelie cu capacitatea de 1...6 litri și un detentor.

Distanțele probelor de înot cu labele la suprafață sunt similare celor din competițiile de înot (50 m, 100 m, 200 m, 400 m, 800 m, 1 500 m, ștafetele de  4 x 100 m și 4 x 200 m).

Cursele de apnee au loc numai pe distanța de 50 m.

Probele în imersie au loc pe distanțele de 100 m, 400 m și 800 m. 

De asemenea sunt probe în apă deschisă pe distanțe de la 3 000 m la 20 000 m.
Înotul cu labele a fost recunoscut de către Comitetul Internațional Olimpic în anul 1986, fiind prezent la Jocurile Olimpice ca sport demonstrativ.

## Galerie de imagini

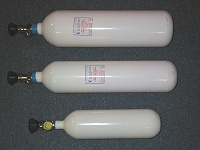
Butelii
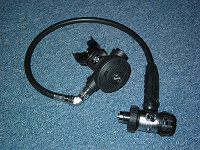
Detentor
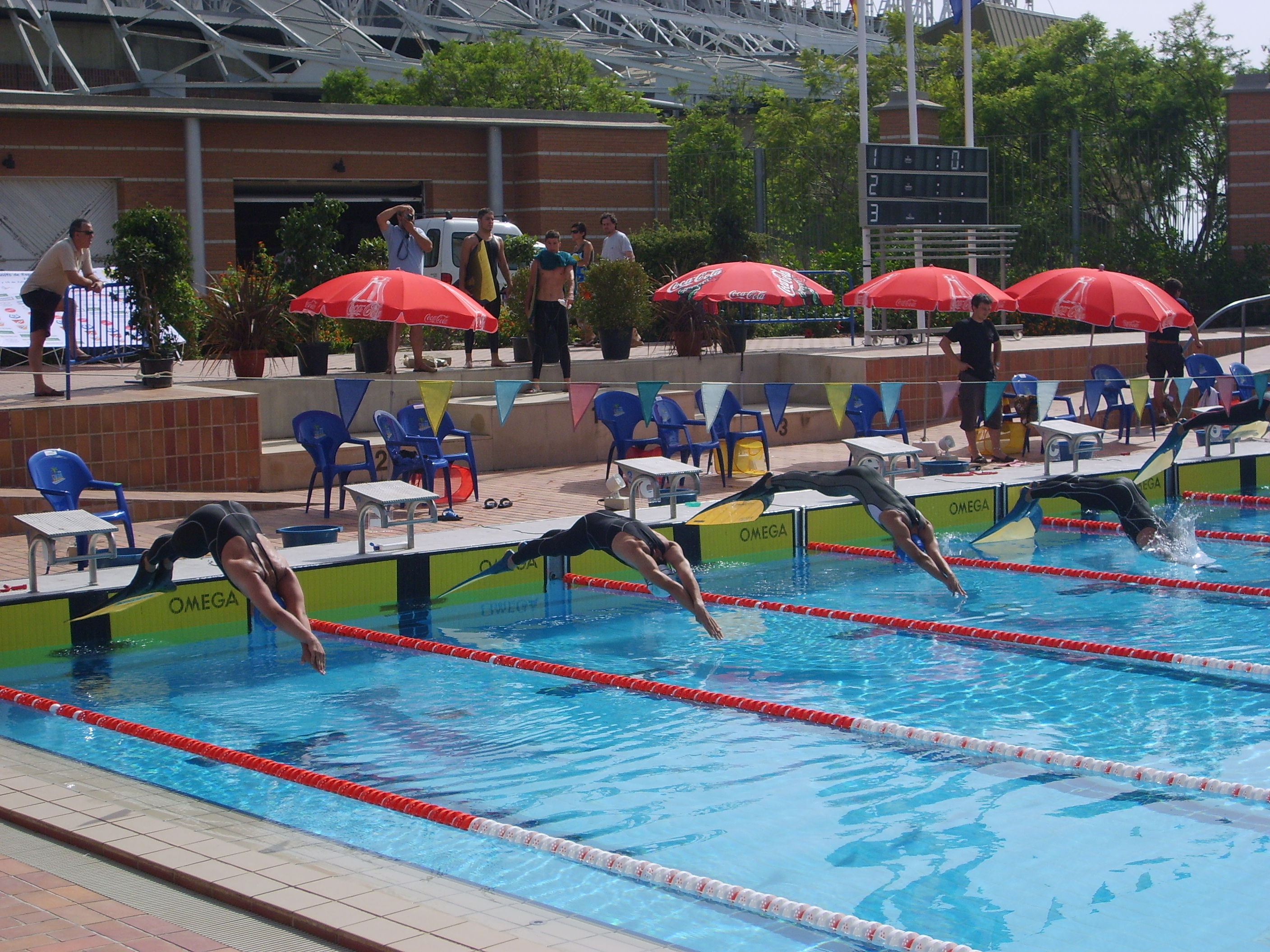
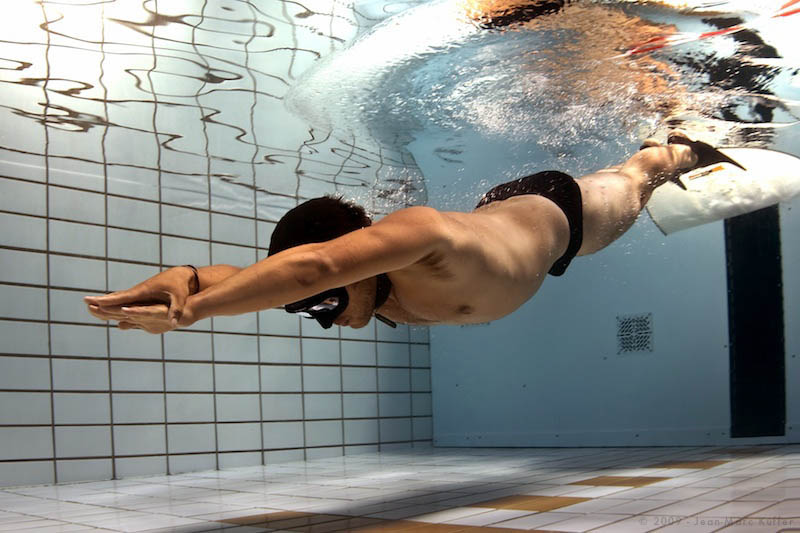
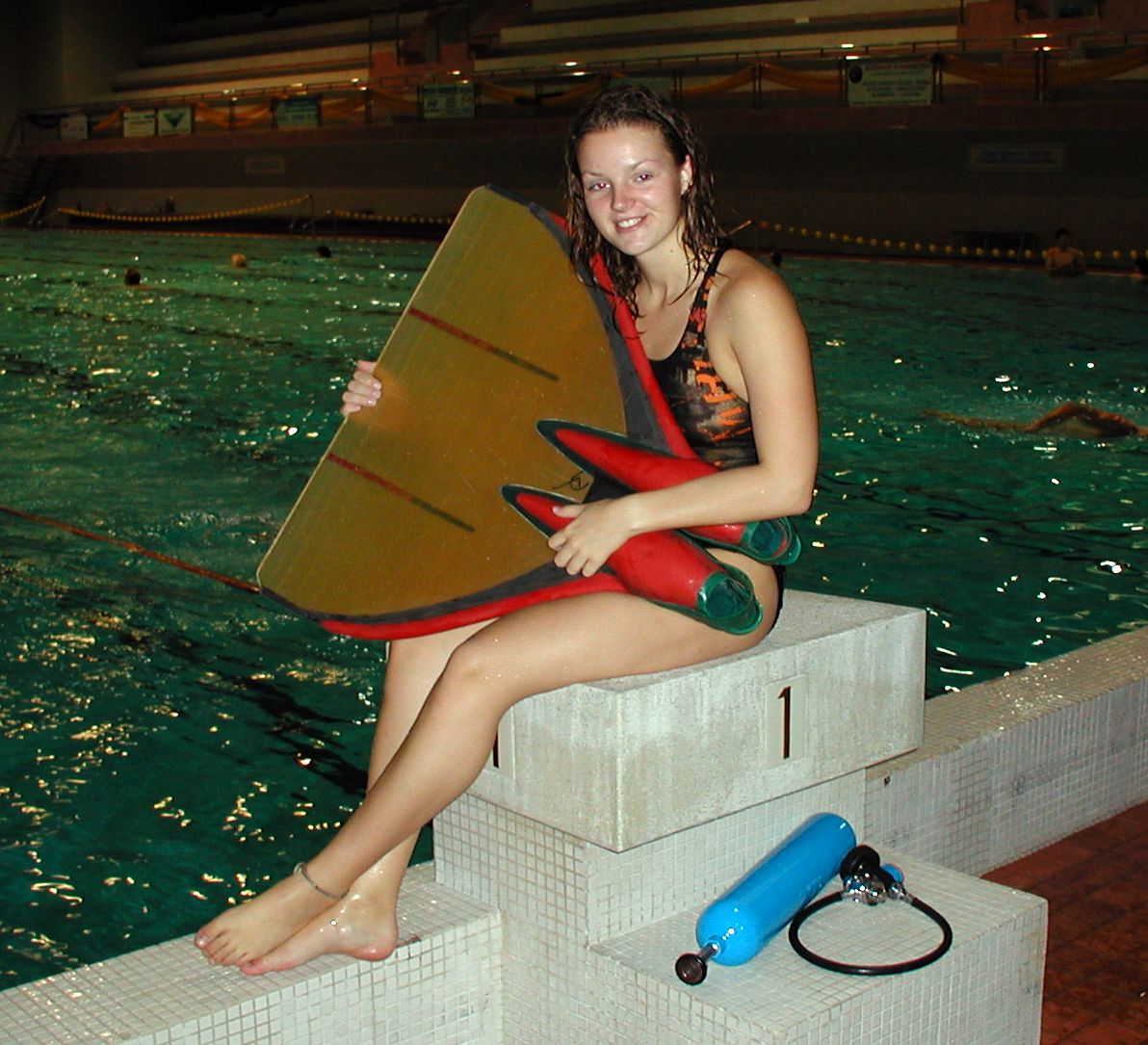
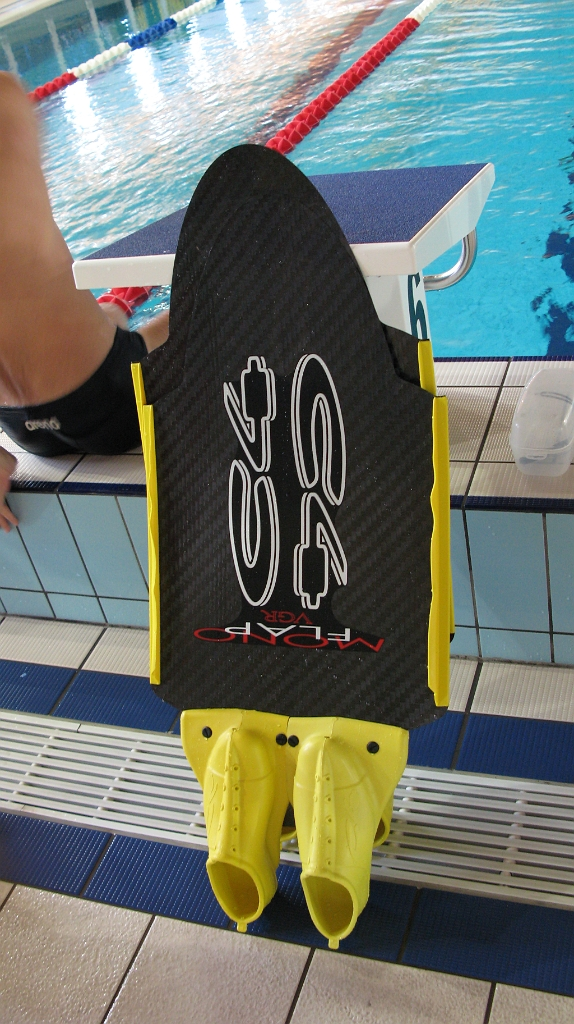
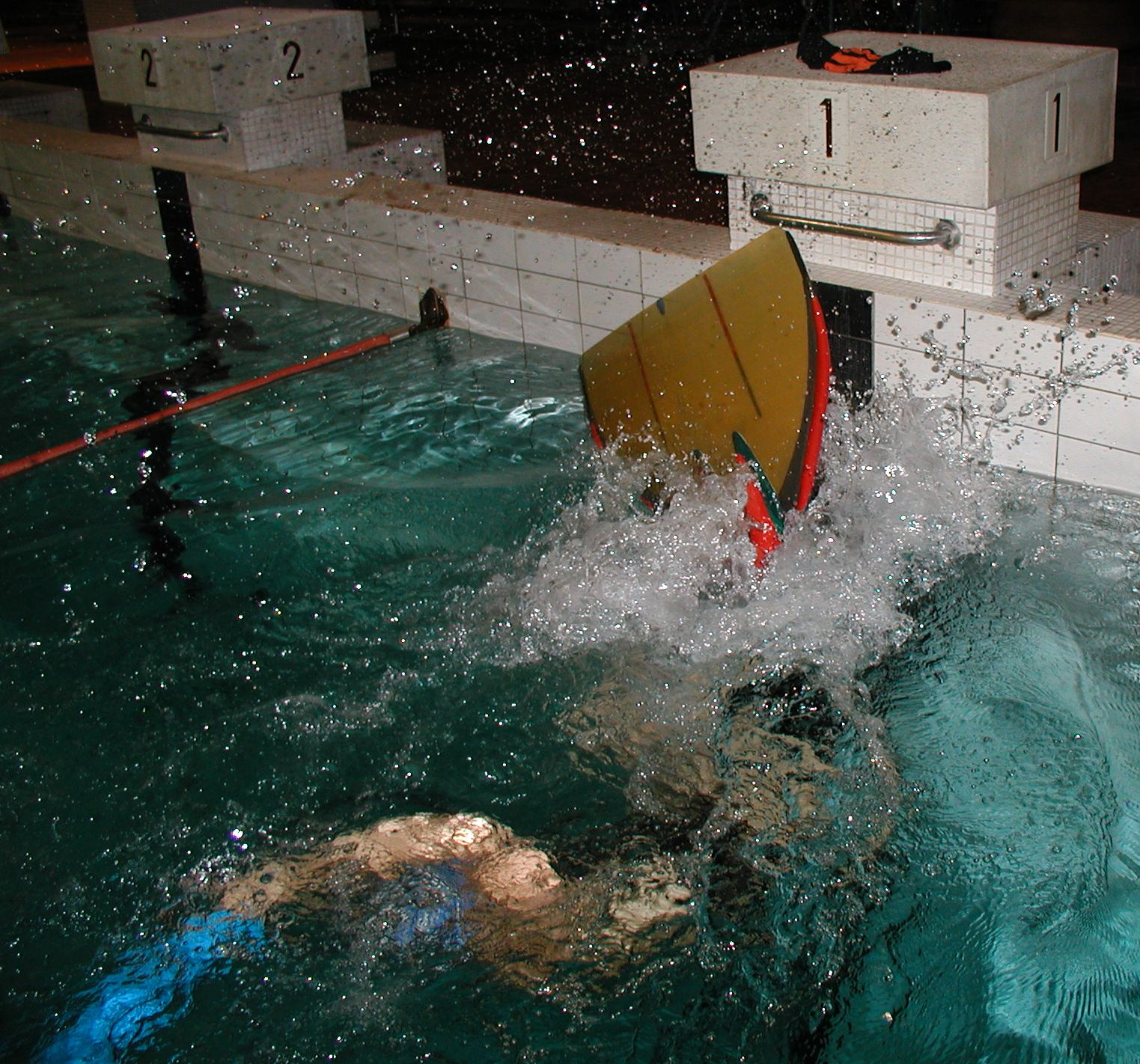
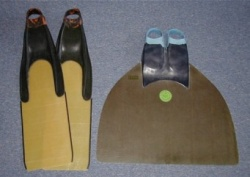
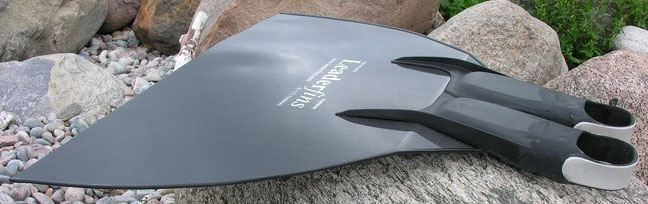
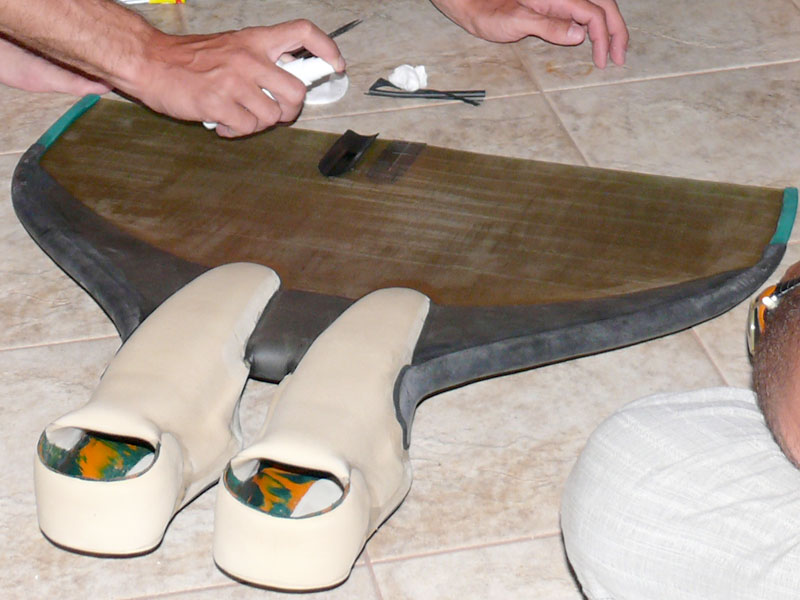